# زاك فايل
زاك فايلز (بالإنجليزية: The Zack Files )‏ هو مسلسل خيال علمى أنتج في كندا من 17 سبتمبر 2000 إلى 5 مايو 2002 ويحكى عن صبى صغير عمره 12 عاما اسمه (زاك) الذي يتعرض في كل حلقة إلى ظاهرة خارقة للطبيعة ويساعده صديقاه سبينسر شارب وكام في الخروج من المشكلة

## قصة المسلسل
تدور الأحداث حول الفتى «زاك»، البالغ من العمر 12 عاما، وصديقيه بالمدرسة «سبنسر»، و«كام»، حيث يهتم «زاك» دائمًا بالأنشطة الخارقة غير الطبيعية، ويسارع صديقاه دائمًا إلى مساعدته، ويدخلون جميعًا مغامرة مثيرة، سعيًا إلى حل ما يواجههم من ألغاز محيرة.
بالنسبة لـ «زاك»، فإن كل يوم يحمل له موقفًا غريبًا ومغامرة جديدة تحتاج إلى تفسير، وتزداد الإثارة كلما صعب على الأصدقاء الثلاثة حل الألغاز، وخاصة عندما يواجه «زاك» محاولات الفتى الشرير «فيرنون» المستمرة لإفساد خططه، وكشف سر عبقريته الخارقة.

## الشخصيات
زاك غرينبرغ : صبى يبلغ من العمر 12 عامًا، يلعب بطولة أحداث المسلسل وهو هادئ الطباع، ويهتم دائمًا بكل ما هو خارق وغير مألوف ويتمتع بالجرأة، والشجاعة، والثقة الكبيرة في نفسه وبالنسبة له، فإن كل الظواهر الخارقة تُعد طبيعية وعادية وهو يحب القيام بالتجارب العلمية الخارقة، الأمر الذي يُمكنه من اكتشاف الكثير من الأسرار ويميل دائمًا إلى قضاء عطلاته وأوقات فراغه مستقلاً عن الآخرين.
سبنسر شارب : الصديق المقرّب لـ «زاك»، ومساعده الأول ويتصف بالولاء والإخلاص لأصدقائه، ويتمتع بالحماس الشديد ويؤمن- مثل صديقه «زاك»- بوجود الكثير من الأمور الخارقة للعادة، ويتمنى أن يثبت ذلك يومًا ما بأدلة قاطعة ويقوم بدور الحافظ لكل ملفات وتجارب ومشروعات صديقه «زاك»، ويأمل أن يأتي اليوم الذي توضع فيه تفسيرات علمية لكل ذلك ويحب الأنشطة الخارقة للعادة، ويحلم بالحصول على جائزة نوبل عندما ينجح في إثبات وجود الأشياء الخارقة.
كام : صديق مُقرّب لكل من «زاك» و«سبنسر» وأكبر من صديقيه «زاك» و«سبنسر» بعام واحد ويتمتع بشعبية كبيرة بين زملائه في المدرسة ويتمتع بالشجاعة ورجاحة التفكير ويقوم دائمًا بمساعدة تلاميذ المدرسة وحمايتهم من الفتى الشرير «فيرنون» ويساعد «زاك» في حل الكثير من الألغاز المحيرة والتغلب على المواقف الصعبة.
جوين : ابنة مدير المدرسة التي يدرس بها الأصدقاء الثلاثة «زاك» و«سبنسر» و«كام» وهى لا تؤمن بوجود الأشياء الخارقة للعادة التي يتحدث عنها «زاك» وهي الفتاة الوحيدة الموجودة بمدرسة الأولاد التي يديرها والدها. وعلى الرغم من أنها قليلاً ما تحضر إلى المدرسة، إلا أنها كثيرًا ما تكون شريكة في الأحداث وتتصف بالذكاء، ولا يسهل التأثير عليها إلا من جانب «زاك»
فيرنون : فتى متكبر شر، يدرس بنفس المدرسة التي يدرس فيها «زاك» وأصدقاؤه، يحمل عداءً شديدًا
لـ «زاك»، ويحاول دائمًا إفساد خططه، ومعرفة سر عبقريته الخارقة وأسرته غنية جدًا؛ فوالده رجل أعمال شهير ويحرص دائمًا على مضايقة الآخرين، الأمر الذي يجعلهم يتجنبون معاملته ويغار كثيرًا من «زاك» وصديقيه «سبنسر» و«كام»، ويحاول دائمًا توريطهم في المشكلات ولا يُبالي الأصدقاء الثلاثة بخططه الشريرة، حيث ينجحون دائمًا في بلوغ أهدافهم، رغم محاولاته اليائسة لمنعهم من تحقيق ذلك.

## روابط خارجية
- زاك فايل على موقع IMDb (الإنجليزية)
- زاك فايل على موقع كينوبويسك (الروسية)
- زاك فايل على موقع ألو سيني (الفرنسية)
- زاك فايل على موقع قاعدة بيانات الفيلم (الإنجليزية)